# Peralia vittata
Peralia vittata är en tvåvingeart som först beskrevs av Philippi 1865.  Peralia vittata ingår i släktet Peralia och familjen stilettflugor. Inga underarter finns listade i Catalogue of Life.